# Dryopteris nidus
Dryopteris nidus är en träjonväxtart som först beskrevs av Bak., och fick sitt nu gällande namn av Zhang. Dryopteris nidus ingår i släktet Dryopteris och familjen Dryopteridaceae. Inga underarter finns listade.